# Lyric Theatre (Hammersmith)
Il Lyric Theatre o Lyric Hammersmith è un teatro londinese sito nel quartiere di Hammersmith e Fulham.

## Storia
Il Lyric Theatre nacque come Music Hall nel 1888 e successivamente fu restaurato e ampliato dall'architetto Frank Matcham, che lo approntò per l'uso moderno nel 1895, quando riaprì al pubblico come The New Lyric Opera House. Nel 1966 il teatro stava per essere chiuso e demolito ma una petizione di cittadini del quartiere salvò l'edificio, che fu ristrutturato e riaperto al pubblico nel 1979. Il teatro ha due spazi scenici principali, una Main House per 550 spettatori e lo Studio, che ne ospita 120. Nel 2011 il teatro è stato premiato con il Premio Laurence Olivier.
Nel corso della sua storia il teatro ha ospitato numerosi allestimenti di rilievo di classici del teatro antico, rinascimentale e moderno, tra cui Le baccanti (2005), A Raisin in the Sun (2005), Giulio Cesare (2005), Cimbelino (2006), Angels in America - Fantasia gay su temi nazionali (2007), Tre sorelle (2010), Blasted (2010), Sogno di una notte di mezza estate (2012), Desiderio sotto gli olmi (2012), Shopping and Fucking (2016), Rumori fuori scena (2019) e Casa di bambola (2019).